# Prieuré de Villeneuve
Le prieuré de Villeneuve est un prieuré situé à Villeneuve, en France.

## Localisation
Le prieuré est situé sur la commune de Villeneuve, dans le département français de l'Aveyron.

## Historique
L'édifice est inscrit au titre des monuments historiques en 1996.